# Voilà mon mari
Voilà mon mari è un cortometraggio del 1906 diretto da Georges Hatot.

## Trama
Il marito parte per un viaggio, la moglie coglie l'occasione per incontrarsi con il suo amante. Ma la signora riceve la visita di un altro amante, quindi costringono il primo amante che è rimasto in mutande a nascondersi. La mattina dopo l'amante viene sorpreso dai vicini dietro un cartello che gli serviva per coprirsi, a questo punto fugge ma viene inseguito dagli agenti. Si rifugia in una sartoria dove trova esattamente su una sedia i pantaloni che gli stanno perfettamente.

## Conosciuto anche come
USA: Beware of My Husband
Italia: Ecco mio marito